# دایومید (آلاسکا)
دایومید (به انگلیسی: Diomede) شهری در ناحیه سرشماری نوم، آلاسکا ایالت آلاسکا است که جمعیت آن در سرشماری سال ۲۰۰۰ میلادی ۱۴۶ نفر بوده‌است.